# Monty Alexander
Monty Alexander, geboren als Montgomery Bernard Alexander (Kingston (Jamaica), 6 juni 1944), is een Jamaicaans jazzpianist. Zijn spel heeft zowel swing als Caribische onvloeden, ook werd hij sterk geïnspireerd door Oscar Peterson, Wynton Kelly, Art Tatum, Gene Harris en Ahmad Jamal.
Alexander begon op 4-jarige leeftijd met pianospelen en kreeg vanaf zijn 6de klassieke lessen. Toen hij 14 was kreeg hij interesse in de jazz. Twee jaar later leidde hij een dansorkest en speelde hij in plaatselijke clubs. Optredens van Louis Armstrong en Nat King Cole in het Carib Theater in Jamaica maakten diepe indruk op de jonge pianist.
Alexander verhuisde naar Miami, Florida in 1961 en hij ging naar New York in 1962, waar hij speelde in club Jilly's. Naast zijn optredens daar met Frank Sinatra, raakte hij tevens bevriend met bassist Ray Brown en vibrafonist Milt Jackson, met wie hij een trio vormde. In 1965 nam hij in Californië op 21-jarige leeftijd zijn eerste album op, Alexander the Great, voor het Pacific Jazz label.
Alexander maakte opnames met Milt Jackson in 1969, met Ernest Ranglin in 1974 en in Europa in hetzelfde jaar met Ed Thigpen. Hij toerde regelmatig door Europa en maakte daar opnames, meestal met zijn eigen trio voor MPS Records. Hij toerde tevens rond 1976 met steel-drummer Othello Molineaux. Monty Alexander heeft ook met vele zangers opgetreden, zoals Ernestine Anderson, Mary Stallings en instrumentalisten als Dizzy Gillespie, Benny Golson, Jimmy Griffin en Frank Morgan.
Na gespeeld te hebben in vele bezettingen met onder anderen Herb Ellis, Ray Brown, John Clayton, Jeff Hamilton, Frank Gant, Mads Vinding, Ed Thigpen en Niels-Henning Ørsted Pedersen, werkt Alexander tegenwoordig vaak samen met bassist Hassan Shakur en drummer Herlin Riley.
Zijn cd Concrete Jungle (2006) bevat covers van Bob Marley-songs, waarmee Monty Alexander dus refereert aan zijn Jamaicaanse roots.

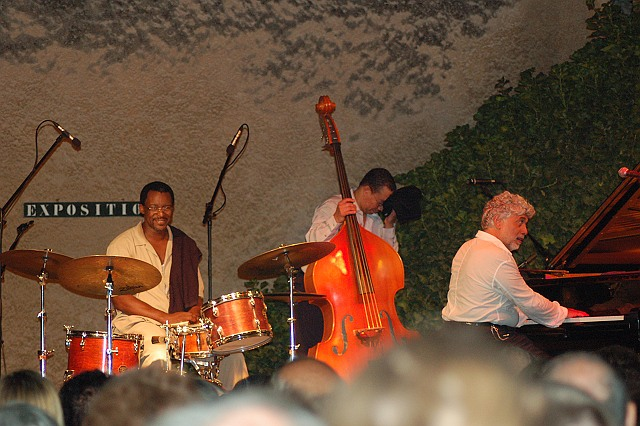
Monty Alexander Trio. Met Herlin Riley en Hassan Shakur, Chateau de Beaupré, St.Cannat (Zuid-Frankrijk), 21 juli 2006

## Discografie

### Als bandleider
- Monty Alexander (1965)
- Spunky (1965)
- Alexander the Great (1965)
- Zing (1967)
- This Is Monty Alexander (1969)
- Taste of Freedom (1970)
- Here Comes the Sun (1971)
- We've Only Just Begun (1973)
- Perception (1974)
- Rass! with Ernest Ranglin (1974)
- Love & Sunshine (1974)
- Unlimited Love (1975)
- Montreux Alexander (1976)
- Cobilimbo with Ernest Ranglin (1977)
- Estade (1978)
- Jamento (1978)
- So What? (1979)
- The Way It Is (1979)
- Summerwind (1980)
- Monty Alexander – Ernest Ranglin (1981)
- Fingering (1981)
- Look Up (1982)
- Duke Ellington Songbook (1983)
- Reunion in Europe (1984)
- Full Steam Ahead (1985)
- Friday Night (1987)
- Triple Treat II (1987)
- Ivory & Steel (1988)
- Triple Treat III (1989)
- Saturday Night (1999)
- The River (1990)
- Live in Holland (1992)
- Carbbean Circle (1993)
- Live at Maybeck (1994)
- Steamin'  (1995)
- Yard Movement (1995)
- Maybeck Recital Hall Series, Vol. 40 (1995)
- To Nat with Love (1995)
- Ivory and Steal (1996)
- Facets (1996) – met Ray Brown en Jeff Hamilton
- Overseas Special (1996) – met Ray Brown en Herb Ellis
- Echoes of Jilly's (1997)
- Reunion in Europe (1997) – met John Clayton en Jeff Hamilton
- The Concord Jazz Heritage Series (1998)
- Stir It Up – The Music of Bob Marley (1999) (ook uitgebracht als sacd)
- Threesome (1999) – met Grady Tate en Niels-Henning Orsted Pedersen
- Ballad Essentials (2000)
- Island Grooves (2000)
- Monty Meets Sly & Robbie (2000) (ook uitgebracht als sacd)
- Triple Treat (2001)
- Goin' Yard (2001)
- Many Rivers to Cross (2001)
- Caribbean Duet (2001) – met Michel Sardaby
- My America (2002) (ook uitgebracht als sacd)
- Triple Scoop (2002) – met Ray Brown en Herb Ellis
- Rhapsody in Blue (2002)
- Jamboree (2003) (ook uitgebracht als sacd)
- Li'l Darlin (2003)
- Straight Ahead (2003) – met Ray Brown en Herb Ellis
- Steaming Hot (2004)
- Zing (2004)
- In Tokyo (2004)
- Rocksteady (2004) – met Ernest Ranglin (ook uitgebracht als sacd)
- Live at the Iridium (2005)
- Jazz Calypso (2005)
- Concrete Jungle: The Songs of Bob Marley (2006)
- The Way It Is (2006)
- Impressions in Blue (2008)
- The Good Life: Monty Alexander Plays the Songs of Tony Bennett (2008) (ook uitgebracht als sacd)
- Solo (2008)
- Taste of Freedom (2008)
- Calypso Blues: The Songs of Nat King Cole (2009) (ook uitgebracht als sacd)
- Uplift (2011)
- Harlem – Kingston Express Live! (2011)
- Uplift 2 (2013)
- Harlem - Kingston Express volume 2:The river rolls on (2014)

## Prijzen/onderscheidingen
- 2000: Gold Musgrave medaille van het Institute of Jamaica
- 2012: Independent Music Awards Harlem Kingston Express Live! – Beste livealbum[1]